# كديمة عبد الملك (تبن)

تعديل مصدري - تعديل

كديمة عبد الملك هي إحدى قرى عزلة الحوطة بمديرية تبن التابعة لمحافظة لحج، بلغ تعداد سكانها 325 نسمة حسب تعداد اليمن لعام 2004.